# カントリーロック
カントリーロック（英語: country rock）は、アメリカ合衆国で生まれたロックの1カテゴリ。元々は、1960年代から1970年代のロック・アーティストがカントリーミュージック、フォーク、ブルーグラスなどの要素を導入した作品群から発生した。バーズやボブ・ディランのカントリーロック・アルバムが先駆けとなり、その後アメリカ西海岸出身のバンドであるクリーデンス・クリアウォーター・リバイバルやイーグルスによって人気が確立した。

## 概要
元々ロックンロールは、すでにその誕生の過程からR&B、カントリーミュージックなど、旧来の様々な音楽の要素を融合させつつ発展してきた。これらの影響は、1950年代に誕生したロカビリーで特に顕著である。これらのジャンルはお互いに影響を与え合った。
一般に「カントリーロック」という語彙を用いる場合には、1960年代後半から1970年代前半にアメリカで勃興したムーヴメント、およびそれらのアーティストの一群、彼らが創る音楽を指すことが多い。特徴としては、アコースティック・ギター、バンジョー、マンドリン、フィドル、ペダル・スティール・ギターといった楽器の導入、アメリカ南部の土着的な音楽のメロディやアレンジの採用などが挙げられる。

## 歴史
1960年代後半から70年代にかけて、ロックの世界でカントリー・ミュージックの要素を採り入れた作品があった。ビートルズの「ドント・レット・ミー・ダウン」、ローリング・ストーンズの「ワイルド・ホース」（1971年）、バッファロー・スプリングフィールドの "Go and Say Goodbye"（1966年）、"Kind Woman"（1968年）などである。
1966年、ロック・アーティストの一部がサイケデリック・ロックやブルースロックの分野に進出しようとし始めた頃、ボブ・ディランはアルバム『ブロンド・オン・ブロンド』をナッシュビルでレコーディングした。このアルバムと、よりカントリーの要素を強く押し出した『ジョン・ウェズリー・ハーディング』（1967年）、『ナッシュヴィル・スカイライン』（1969年）などにより「カントリー・フォーク」とも呼べるスタイルが出来上がりつつあった。
1968年にグラム・パーソンズを迎え入れたバーズもディランの動きに追随してゆく（パーソンズはこの年の3月に、インターナショナル・サブマリン・バンドの一員として、ペダル・スティール・ギターなどをフィーチャーした『Safe At Home』をリリースしていた。このアルバムは、ときには最初のカントリーロック・アルバムと見做される場合もあった）。パーソンズを加えたバーズが発表した『ロデオの恋人』はカントリー・ロックの黎明期の代表作に数えられる。
グラム・パーソンズはキャリアを重ねた後バーズを脱退し、同じく元バーズのクリス・ヒルマンとともにフライング・ブリトー・ブラザーズを結成した。このバンドは、パーソンズがソロ活動に専念するために脱退するまでの約2年間に『The Gilded Palace of Sin』、『Burrito Deluxe』などのアルバムを発表し、カントリーロックの発展に寄与した。
カントリーロックは、1960年代後半のカリフォルニアの音楽シーンで特に人気を呼び、グレイトフル・デッド、ニュー・ライダーズ・オブ・パープル・セージ、ポコなどがこのスタイルを採り上げた。フォークロックの一群からもバーズの変化に呼応するボー・ブラメルズやニッティ・グリッティ・ダート・バンドなどが現れた。
この頃には、カントリーロックはひとつの音楽スタイルとして認知され、元アイドル歌手であるリッキー・ネルソンのストーン・キャニオン・バンド、ジョン・フォガティ、元モンキーズのマイク・ネスミスが結成したファースト・ナショナル・バンド、ニール・ヤングなどがこぞってそのスタイルを採り入れた。
カントリーロックの商業的な成功は1970年代に訪れた。イーグルスやドゥービー・ブラザーズがカントリーとロックの融合でヒットを連発し、エミルー・ハリスが主にカントリー分野で成功した。リンダ・ロンシュタットはこのジャンルにポップス指向を合わせ成功した。
ピュア・プレイリー・リーグは、5枚のアルバムをチャートに送り込んだ。1972年にデビューしたイーグルスは、カントリーロックを標榜する音楽グループの中でも最大の商業的成功を収めることになる。
ザ・バンド、グレイトフル・デッド、ローリング・ストーンズ、ジョージ・ハリスン、レオン・ラッセルらは、カントリー音楽やカントリー・ロック、スワンプ・ロックやブルースなどから大きな影響を受けた。また、オールマン・ブラザーズ・バンドのように当初はブルースからの影響が大きかったサザン・ロックのバンドにも、カントリーロックの要素を採り入れたバンドが現れた。
カントリー・ロックの人気は1970年代後半には衰退していったが、ニール・ヤングなど、21世紀までこのスタイルを好んで演奏し続けているアーティストもいる。

## 代表的なミュージシャンと楽曲
- クリーデンス・クリアウォーター・リバイバル - 「サムディ・ネバー・カムズ」「ルッキン・アウト・マイ・バック・ドア」[6]
- クロスビー、スティルス、ナッシュ&ヤング - 「ヘルプレス」[注 1]
- ニール・ヤング[注 2] - 「ラウンド・アンド・ラウンド」[注 3]
- ニッティ・グリッティ・ダート・バンド - 「ミスター・ボージャングル」[注 4]
- ニュー・ライダーズ・オブ・パープル・セージ
- バッファロー・スプリングフィールド - 「ア・チャイルズ・クレイム・トゥ・フェイム」
- バーズ - 「ワズント・ボーン・トゥ・フォロー」[注 5]
- オールマン・ブラザーズ・バンド - 「ブルー・スカイ」、「ランブリン・マン」[注 6](1973)
- グレイトフル・デッド[注 7] - 「シュガー・マグノリア」
- ローリング・ストーンズ - 「カントリー・ホンク」(1969)「ワイルド・ホーセズ」「デッド・フラワーズ」(1971)「スウィート・ヴァージニア」(1972)「ファー・アウェイ・アイズ」(1978)
- スターランド・ボーカル・バンド - 「アフタヌーン・デライト」(1976)
- オザーク・マウンテン・デアデビルズ - 「ジャッキー・ブルー」(1975)
- グラム・パーソンズ
- リッキー・ネルソンとストーン・キャニオン・バンド - 「思い出のガーデン・パーティー」(1972)
- ボブ・ディラン - 「レイ・レディ・レイ」(1969)
- イーグルス - 「テキーラ・サンライズ」(1973)「いつわりの瞳」(1975)
- フライング・ブリトー・ブラザーズ - 「ワイルド・ホース」
- ブルー・リッジ・レインジャーズ　- 「ジャンバラヤ」
- コマンダー・コディー - 「ホットロッド・リンカーン」(1972)
- マーシャル・タッカー・バンド - 「ハード・イット・イン・ア・ラブソング」(1977)
- アメイジング・リズム・エイセズ
- ベラミー・ブラザーズ - 「愛はそよ風」(1976)
- アウトローズ（バンド）
- エグザイル - 「キス・ユー・オール・オーバー」(1978)
- スティーブ・アール
- ザ・バンド
- エミルー・ハリス
- クリス・ヒルマン
- ロジャー・マッギン
- ウィルコ
- ボー・ブラメルズ
- グラインダー・スウィッチ
- ベアフット・ジェリー
- リッチー・フューレイ
- ピュア・プレイリー・リーグ
- ポコ